# Heidi Moneymaker
Pour les articles homonymes, voir Moneymaker.
Heidi Moneymaker, née le 9 février 1978 à Santa Rosa aux États-Unis, est une gymnaste,, une cascadeuse et une actrice de la télévision et du cinéma américain. Elle était la doublure du personnage Veuve noire, joué par Scarlett Johansson dans l'univers cinématographique Marvel,. En tant qu'actrice, elle s'est démarquée en tant qu'assassin au violon dans John Wick 2 et en tant que mercenaire Athéna dans le succès du box-office chinois Wolf Warrior 2,,.
Heidi a été le modèle de la capture de mouvement de Lara Croft dans le jeu Tomb Raider: Underworld.

## Biographie
Heidi Louise Moneymaker, est la fille de Dennis et Linda Moneymaker. Elle a un frère (Sean) et quatre sœurs (Renae, Denise, Liz et Sadie). Elle commence la gymnastique en club et fait partie, de l'équipe nationale américaine junior aux jeux olympiques. Elle fait des études d'Histoire à l'Université de Californie à Los Angeles et fait partie de l'équipe officielle de gymnastique de l'université. En 1999, elle fait partie de l'équipe américaine à l'Universiade. Tout au long de ses quatre années d'études universitaires, elle remporte de nombreux titres, chaque année.
Après l'obtention de son diplôme d'Histoire, elle commence, en 2002, une carrière de cascadeuse dans les séries télévisées et au cinéma, jouant en tant que doublure ou actrice dans de nombreux films à succès.

## Filmographie
La filmographie de Heidi Moneymaker, comprend les films suivants :

### En tant qu'actrice
- 2017 : Wolf Warriors 2
- 2017 : John Wick 2 : assassin (non créditée)
- 2016 : Plan B: Scheiß auf Plan A
- 2016 : No Touching (court métrage) : Michelle
- 2016 : Black Widow Inspired Workout Presented by Her Universe and Fierce Lotus (téléfilm)
- 2016 : Captain America: Civil War : Super soldat n° 3
- 2016 : Star Trek : membre d'équipage (on créditée)
- 2016 : Les Experts : Manhattan - saison 3, , épisode 48 : Le Saut de l'ange : Cassidy Daniels

### En tant que cascadeuse, doublure
- 2021 : Avatar 2
- 2019 : Avengers: Endgame
- 2019 : Captain Marvel
- 2018 : Bird Box
- 2018 : Avengers: Infinity War
- 2017 : Wolf Warriors 2
- 2017 : John Wick 2
- 2016 : Jean-Claude Van Johnson
- 2016 : Captain America: Civil War
- 2016 : Ave, César !
- 2015 : Hunger Games : La Révolte
- 2015 : Ted 2
- 2015 : Avengers : L'Ère d'Ultron
- 2015 : Avengers Grimm
- 2015 : Furious 7
- 2015 : Jupiter : Le Destin de l'univers
- 2014 : Love and Mercy
- 2014 : Captain America : Le Soldat de l'hiver
- 2013 : Hunger Games: L'embrasement
- 2013 : Plush
- 2013 : Lone Ranger : Naissance d'un héros
- 2013 : After Earth
- 2013 : Les Âmes vagabondes
- 2013 : Lovelace
- 2012 : Safe
- 2012 : Avengers
- 2011 : Time Out
- 2011 : Identité secrète
- 2011 : Cowboys et Envahisseurs
- 2011 : Sucker Punch
- 2010 : Super Hero Family (série télévisée)
- 2010 : Expendables : Unité spéciale
- 2010 : Iron Man 2
- 2010 : NCIS : Los Angeles (série télévisée)
- 2010 : Championnes à tout prix (série télévisée) - 2 épisodes
- 2009 : Romance millésimée (en) (téléfilm)
- 2009 : Hyper Tension 2 (titre original : High Voltage)
- 2009 : Star Trek
- 2009 : Fast and Furious 4
- 2009 : Street Fighter - La légende de Chun-Li
- 2009 : Spring Breakdown
- 2008 : Hancock
- 2008 : John Rambo
- 2006-2008 : Les Experts : Manhattan (série télévisée) 4 épisodes
- 2006-2007 : Earl (série télévisée) 5 épisodes
- 2007 : NCIS : Enquêtes spéciales (série télévisée) 1 épisode
- 2007 : Balles de feu
- 2007 : Invasion
- 2007 : Ocean's 13
- 2007 : Next
- 2007 : Spider-Man 3
- 2006 : Damages (série télévisée)
- 2006 : L'Initiation de Sarah (téléfilm)
- 2006 : Beerfest
- 2006 : Poséidon
- 2006 : Mission impossible 3
- 2006 : Sexy Movie
- 2005 : Esprits criminels (série télévisée)
- 2005 : Venom
- 2005 : Underclassman (en)
- 2005 : Serenity : L'Ultime Rébellion
- 2005 : L'École fantastique
- 2005 : La Guerre des mondes
- 2005 : Mr. et Mrs. Smith
- 2005 : xXx²: The Next Level
- 2005 : Constantine
- 2005 : Roman noir : Photos de Famille (téléfilm)
- 2005 : All That (série télévisée)
- 2004 : Benjamin Gates et le Trésor des Templiers
- 2004 : Van Helsing
- 2004 : American Girls 2 (Vidéo)
- 2003 : Newport Beach (série télévisée)
- 2003 : Charlie's Angels : Les Anges se déchaînent !
- 2002 : America's Most Wanted
- 2002 : Une nana au poil
- 2002 : Frank McKlusky, C.I. (en)
- 2002 : Greg the Bunny (série télévisée)
- 2001 : 24 heures chrono (série télévisée)
- 1999 : The Amanda Show (série télévisée)
- 1999 : Angel (série télévisée)